# توماس کالی
توماس کالی (انگلیسی: Thomas Calley؛ ۲۸ ژانویه ۱۸۵۶ – ۱۴ فوریه ۱۹۳۲) فرد نظامی اهل بریتانیا بود.
همچنین برندهٔ جوایزی همچون نشان گرمابه، نشان امپراتوری بریتانیا، و نشان سلطنتی ویکتوریایی شده‌است.